# Леопольдштадт (пьеса)
«Леопольдштадт» (англ. Leopoldstadt) — пьеса британского драматурга сэра Тома Стоппарда, написанная в 2019 году, основанная на его личной истории и содержащая автобиографические элементы. Пьеса была поставлена в 2020 году в театре Уиндем в Лондоне. Московская премьера состоялась в июне 2023 года.

## Создание
В новую пьесу Том Стоппард вложил много личного и даже автобиографичный материал. «На написание мне понадобился год, но разработка велась гораздо больше. Здесь очень много личного, но я описал венскую семью, чтобы не казалось, что это обо мне», — рассказал автор в одном из интервью накануне выхода пьесы. Стоппард, воспитанный отчимом-англичанином, долгое время не знал о своих еврейских корнях, как и о том, что большая часть его семьи погибла в концентрационных лагерях во время Второй Мировой войны.
Свое название пьеса берет от названия района Вены, где исторически селились еврейские семьи, прибывавшие в столицу Австрийской Империи. Император Франц Иосиф предоставил еврейскому населению полный набор гражданских прав, но на деле чопорное венское общество отказывалось принимать их в свои ряды, как равных. История богатой, многочисленной семьи Мерцев-Якобовицев охватывает период с начала XX века до 1955 года, когда Австрия была провозглашена свободным государством. За это время «как и миллионы других, они заново откроют для себя, что значит быть евреем в первой половине XX века».

## Постановки

### Вест-Энд
Премьера «Леопольдштадта» состоялась 25 января 2020 года (все билеты были проданы на много представлений вперед), но первый показ был прерван в связи с пандемией COVID-19 в марте 2020 года. В сентябре 2020 года пьеса завоевала премию Лоренса Оливье, а исполнитель роли Германа Мерца Эдриан Скарборо — премию за лучшее исполнение мужской роли второго плана. Когда ограничения были сняты, «Леопольдштадт» вернулся на сцену и повторный показ прошел с 7 августа по 30 октября 2021 года. Ближе к концу проката была сделана запись спектакля, которую транслировали в рамках проекта National Theatre Live в Великобритании и по всему миру 27 января 2022 года (День памяти жертв Холокоста).

### Бродвей
Североамериканский дебют пьесы прошел 14 сентября 2022 года в театре Лонгакр. «Леопольдштадт» стал 19-й постановкой Тома Стоппарда на Бродвее. В роли Германа Мерца выступил американский актёр еврейского происхождения Дэвид Крамхолц. Первоначально планируемая дата закрытия была назначена на март 2023 года, но показ был продлен. Спектакль закрылся 2 июля 2023 года, с марта и до закрытия роль Мерца играл Джошуа Малина. На 76-й церемонии вручения премии «Тони» спектакль получил награды за лучшую пьесу, лучшую режиссуру (Патрик Марбер), лучшую мужскую роль второго плана (Брендон Урановиц) и лучшие костюмы.

### Москва
В России премьера «Леопольдштадта» состоялась 16 июня 2023 года в Российском академическом молодежном театре в постановке Алексея Бородина. «В четвертый раз обращаемся к его пьесам. [Стоппард] прислал «Леопольдштадт» в наш театр сразу, как написал, еще до всех премьер в Лондоне, потому что считает РАМТ своим», - поделился режиссёр. Спектакль стал последней работой главного художника театра Станислава Бенедиктова, чьи идеи подхватили и довели до сцены его коллеги (Виктор Архипов и Лилия Баишева). Музыку к постановке написал актер театра Александр Девятьяров.

## Сюжет
- 1899 — Большая семья Мерцев-Якобовицев собирается отмечать Новый год. Герман Мерц верит в прогресс и интеграцию, его менее радужно настроенные родственники указывают ему на все еще шаткое положение евреев в венском обществе. Семья обсуждает культуру, искусство, политику, традиции и новые веяния и настроения.
- 1900 — Супруга Германа заводит роман с австрийским офицером. Герман, узнав об этом, пытается вызвать его на дуэль, но офицер отказывается под предлогом того, что евреи не могут защищать свою честь. Семья собирается на празднование Седер Песаха.
- 1924 — Семья собирается на обрезание внучатого племянника Германа. После Первой Мировой, где евреи сражались в рядах австрийской армии за императора, все чувствуют, что даже в связи с подъемом коммунистического движения в Вене, положение еврейский семей становится очень шатким. Герман готовит банковские документы для перевода бизнеса на имя сына.
- 1938 — Год Аншлюса, Хрустальная ночь. Огромная семья ютится в одной квартире. Британский журналист Перси пытается убедить их как можно скорее покинуть Вену любыми способами. В квартиру входят офицеры и реквизируют имущество. Семья готовится к выселению. Герман раскрывает, что за большие деньги подделал свидетельство о рождении сына и теперь он считается ребенком от романа его жены с офицером. Это позволит им не потерять бизнес, а его сыну считаться чистокровным австрийцем. Перси уговаривает племянницу Германа Нелли забрать сына и уехать с ним в Лондон. Мерцы покидают квартиру.
- 1955 — Трое выживших потомков собираются в пустой квартире. Они обмениваются воспоминаниями и выясняют, насколько различными были их судьбы в период Второй Мировой войны. Под занавес они вспоминают всех ушедших родственников.

## Действующие лица и исполнители
| Роль                                          | Роль                                      | Уиндем                         | Лонгарк                       | РАМТ                                 |
| --------------------------------------------- | ----------------------------------------- | ------------------------------ | ----------------------------- | ------------------------------------ |
| Бабушка Эмилия Мерц                           | мать Германа и Евы                        | Кэролайн Грубер                | Бетси Айдем                   | Лариса Гребенщикова                  |
| Герман Мерц                                   | муж Гретль, брат Евы                      | Эдриан Скарборо, Эйдан Макардл | Дэвид Крамхолц, Джошуа Малина | Евгений Редько                       |
| Ева Мерц Якобовиц                             | сестра Германа, жена Людвига              | Алексис Зегерман               | Кэсси Левай                   | Анна Тараторкина                     |
| Гретль Мерц                                   | жена Германа                              | Фэй Кастелоу                   | Фэй Кастелоу                  | Виктория Тиханская                   |
| Людвиг Якобовиц                               | муж Евы, брат Вилмы и Ханны               | Эд Стоппард                    | Брэндон Урановиц              | Александр Доронин                    |
| Вилма Якобовиц Клостер                        | сестра Людвига и Ханны, жена Эрнста       | Клара Франсис                  | Дженна Оген                   | Ирина Низина, Янина Соколовская      |
| Эрнст Клостер                                 | муж Вилмы                                 | Аарон Нил                      | Аарон Нил                     | Александр Гришин                     |
| Ханна Якобовиц Зеннер                         | сестра Вилмы и Людвига                    | Доротея Майер-Беннет           | Колин Личфилд                 | Дарья Семенова                       |
| Фриц                                          | австрийский офицер                        | Люк Таллон                     | Арти Фраушан                  | Даниил Шперлинг                      |
| Гермина Зеннер                                | дочь Ханны                                | Ясмин Пейдж                    | Еден Епштейн                  | Дарья Рощина                         |
| Якоб Мерц                                     | сын Германа                               | Себастиан Арместо              | Сет Нумрик                    | Дмитрий Кривощапов, Антон Савватимов |
| Нелли Якобовиц Розенбаум                      | дочь Людвига и Евы                        | Элеанор Уайлд                  | Тедра Миллан                  | Александра Розовская                 |
| Салли Клостер Фишбайн                         | дочь Эрнста и Вилмы, сестра-близнец Розы  | Эви Левентис                   | Сара Топхэм                   | Анна Дворжецкая                      |
| Роза Клостер                                  | дочь Эрнста и Вилмы, сестра-близнец Салли | Дженна Оген                    | Дженна Оген                   | Мария Рыщенкова                      |
| Аарон Розенбаум                               | муж Нелли                                 | Гриффин Стивенс                | Джесс Ааронсон                | Дмитрий Бурукин                      |
| Курт Зеннер                                   | муж Ханны                                 | Александр Ньюленд              | Дэниел Кантор                 | Сергей Чудаков                       |
| Зак Фишбайн                                   | муж Салли                                 | Джо Коэн                       | Мэтт Харрингтон               | Алексей Мишаков                      |
| Отто Флогге                                   | банкир, муж Гермины                       | Ноф Макюэн                     | Джафет Балабан                | Виктор Панченко                      |
| Перси Чемберлен                               | британский журналист                      | Сэм Хор                        | Сет Нумрик                    | Максим Керин                         |
| Офицер Шмидт («Гражданский» в русской версии) | офицер по переселению                     | Марк Эдел-Хант                 | Кори Брил                     | Алексей Бобров                       |
| Натан Фишбайн                                 | сын Салли                                 | Себастиан Арместо              | Брэндон Урановиц              | Александр Девятьяров                 |
| Лео Чемберлен                                 | сын Нелли, приемный сын Перси             | Люк Таллон                     | Арти Фраушан                  | Иван Юров                            |